# All About Eve (musikgrupp)
All About Eve var ett brittiskt alternativ rock-band, ursprungligen bestående av sångerskan Julianne Regan, gitarristen Tim Bricheno och basisten Andy Cousin. Bandet var aktivt i två omgångar åren 1984–1993 och 1999–2004.

## Bakgrund
Både Mick Brown (från The Mission) och Mark Price spelade trummor på bandets första studioalbum från 1988, som innehöll deras största hitsingel "Martha's Harbour", som hamnade top 10 på UK Singles Chart. Debutalbumet nådde plats 7 på den brittiska albumlistan.
Paul Samwell-Smith producerade debutalbumet samt deras efterföljande andra album Scarlet and Other Stories. Strax därefter lämnade Tim Bricheno bandet för att bli medlem i The Sisters of Mercy 1990, och han ersattes av Marty Willson-Piper (från The Church). David Gilmour spelade gitarr på låtarna "Wishing the Hours Away" och "Are You Lonely" från tredje studioalbumet Touched by Jesus, men det stora genombrottet uteblev och man bröt med skivbolaget Mercury. Det blev ytterligare ett studioalbum Ultraviolet på det nya skivbolaget MCA, men All About Eve upplöstes kort därpå.
År 2000 återuppstod All About Eve med Regan, Cousin och Willson-Piper som akustisk trio, och släppte två liveinspelade album Fairy Light Nights. Regan och Cousin släppte 2002 EP-skivan Iceland som innehöll sju låtar inspirerade av vintern, och All About Eve turnerade åter igen med ett antal spelningar i Storbritannien.
Sångerskan och låtskrivaren Regan hade 1996 släppt soloalbumet ...Because I Can under namnet Mice. 2011 släppte Regan albumet Curios tillsammans med sångaren Wayne Hussey (från The Mission).
I maj 2024 utgav Regan och Bricheno albumet Apparitions via bandcamp.

## Diskografi

### Studioalbum
- 1988 – All About Eve
- 1989 – Scarlet and Other Stories
- 1991 – Touched by Jesus
- 1992 – Ultraviolet

Förutom ovannämnda studioalbum har ett flertal samlingsalbum släppts med eller utan bandets medgivande, samt flera livealbum.